# Tausendschön
'Tausendschön' est un cultivar de rosier grimpant obtenu par le rosiériste allemand Hermann Kiese et introduit au commerce en 1906 par Johann Christoph Schmidt. Il résulte d'un croisement entre 'Daniel Lacombe' et 'Weißer Herumstreicher' et appartient au groupe des hybrides de Rosa multiflora.

## Description
'Tausendschön' fleurit une seule fois à la fin du printemps et au début de l'été, de façon très abondante en une explosion de multiples bouquets. La luxuriance de sa floraison en fait une variété toujours très appréciée aujourd'hui. Ses fleurs de taille moyenne et doubles (17-25 pétales) et aux pétales légers et chiffonnés exhibent différentes nuances de rose et pâlissent au fur et à mesure de la floraison. Leur cœur est plus clair. Elles forment des coupes plates en multiples bouquets. Elles exhalent un léger parfum musqué.
Le buisson sarmenteux presque sans épines présente un feuillage vert brillant et s'élève facilement de 3,60 mètres jusqu'à 5 mètres de hauteur, parfois plus ; il doit donc être palissé ou dirigé le long d'un support adéquat (pergola, colonne, tonnelle, etc.). Rustique et peu exigeant, il préfère une situation ensoleillée.
Cette variété est très résistante au froid (zone de rusticité descendant à 6b) et tout à fait rustique. La variété 'Tausendschön' ne doit pas être confondue avec 'Seven Sisters' à qui elle ressemble. 

## Descendance
Elle a donné naissance à deux mutations : 'Weiße Tausendschön' aux fleurs de couleur blanche, et 'Roserie' aux fleurs d'un rose plus soutenu. Elle a donné naissance également à la variété 'Wartburg' (Kiese, 1910) de couleur rose.  

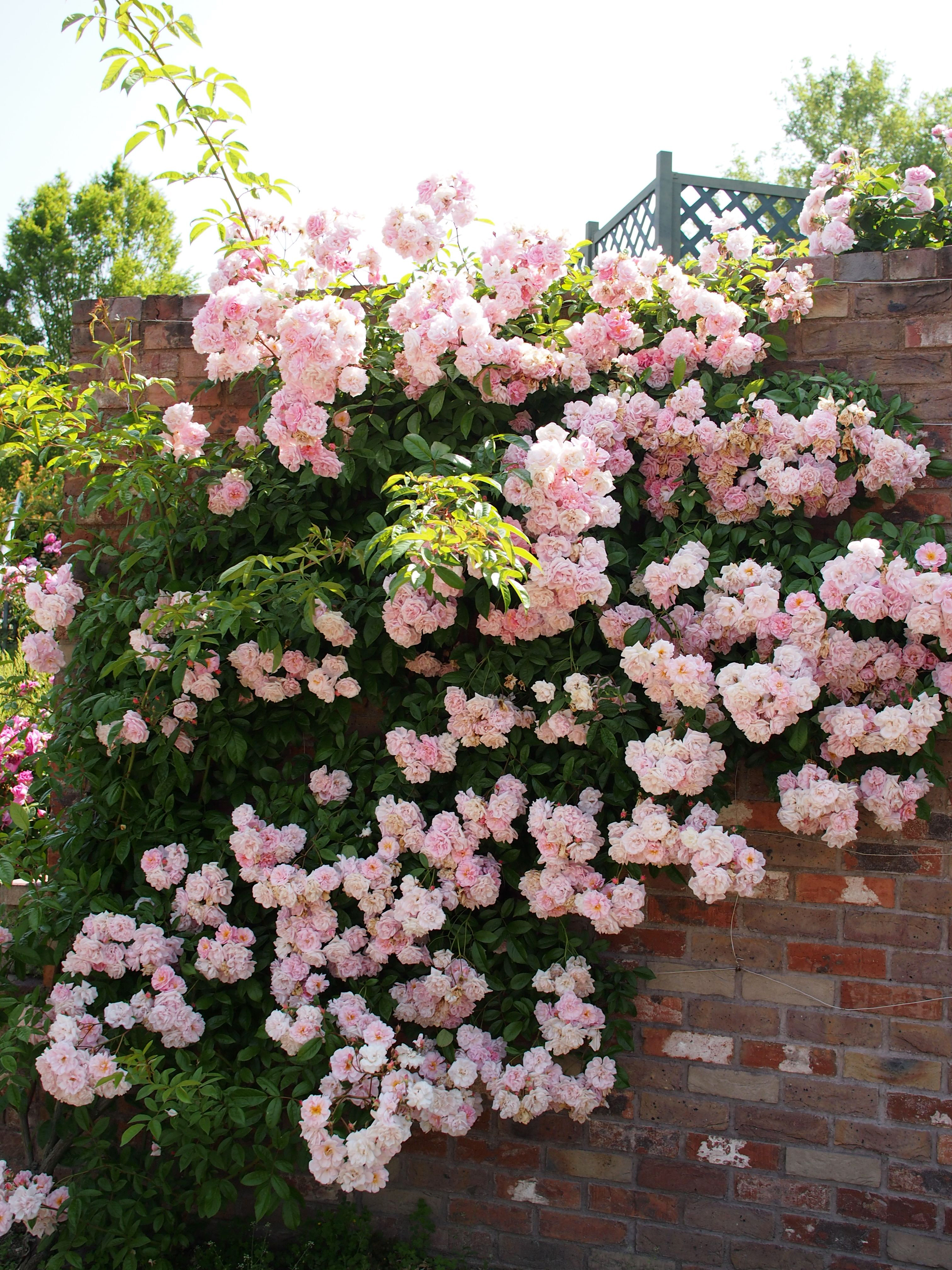
'Tausendschön' au Japon.